# گوم موجام
این یک نام کره‌ای است؛ نام خانوادگی گوم است.
گوم موجام (به کره‌ای: 검모잠)؛ (؟-۶۷۰)، رهبر نظامی جنبشی کوتاه‌مدت برای احیای امپراتوری گوگوریو پس از سقوط آن توسط تانگ و در اواخر سده هفتم میلادی بود. پس از سقوط گوگوریو به دست تانگ در سال ۶۶۸ میلادی، او یک جنبش مخالف را در دره رودخانه ته‌دونگ برانگیخت و در سال ۶۷۰ میلادی، آنسونگ را به عنوان پادشاه جدید گوگوریو منصوب کرد. پایتخت در شهرستان چه‌ریونگ امروزی، استان هوانگهه جنوبی، کره شمالی قرار گرفته است. این شورش به طور خلاصه در سامگوک ساگی، کتاب دهم گوگوریو شرح داده شده است.
تاریخ تولد او مشخص نیست. طبق کتاب سامگوک ساگی، او به عنوان یک مقام نظامی به رتبه ته هیونگ، رسید که هفتمین رتبه در میان ۱۴ رتبه مقامات گوگوریو بود. با این حال، تاریخ جدید تانگ نام او را گئوم موجام و منصب او را دِه جانگ ثبت کرده است.
سامگوک ساگی شرح می‌دهد که چگونه پس از سقوط گوگوریو، گئوم موجام از قلعه گونگمو، خارج شد و با رسیدن به جنوب رودخانه پائه، پیش از عزیمت به سمت قلمرو شیلا، با چندین مقام تانگ و راهب فا آن، ملاقات کرد و آنها را کشت. در مسیر شیلا، او در جزیره سایا (جزیره سویای امروزی) با آن سانگ ملاقات کرد و آنها با هم به دژ هان ( چائریونگ امروزی، شهرستان چائریونگ، استان هوانگهه جنوبی ) آمدند. در آنجا آنسونگ به عنوان پادشاه گوگوریو جدید اعلام شد.
شیلا برای دفع حملات به کمک کشور دیگری نیاز داشت و مشتاقانه با گوگوریو جدید اتحادی بست که مقابل جاه طلبی های تانگ مقابله کند.
مبارزه گئوم موجام همانند مبارزه بوک‌سین، رهبر بکجه، که یک دهه تلاشی مشابه با  گئوم موجام را برای احیای بکجه انجام داد اما سرانجام با خیانت های داخلی شکست خورد و احیای بکجه با موفقیت همراه نشد. کشته شدن گئوم موجام راه را برای پراکندگی دیگری برای مردم گوگوریو نیز هموار کرد اما عده زیادی به شیلا منتقل شدند. 